# Шини (графство)

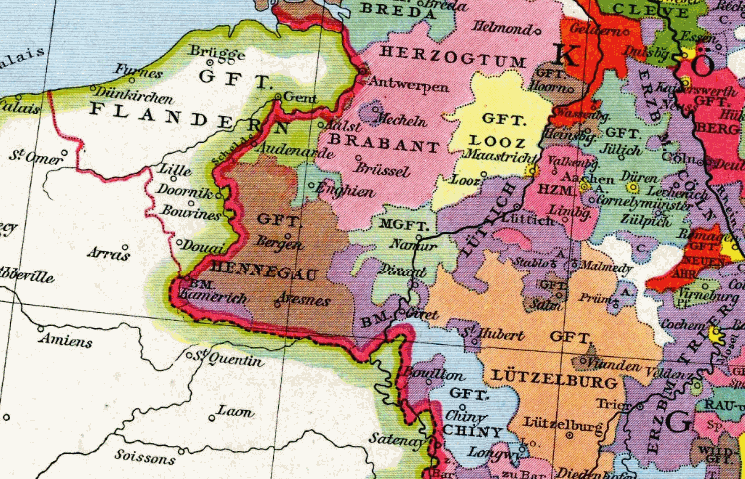
Графство Шини (голубым цветом)

Герб графов Шини

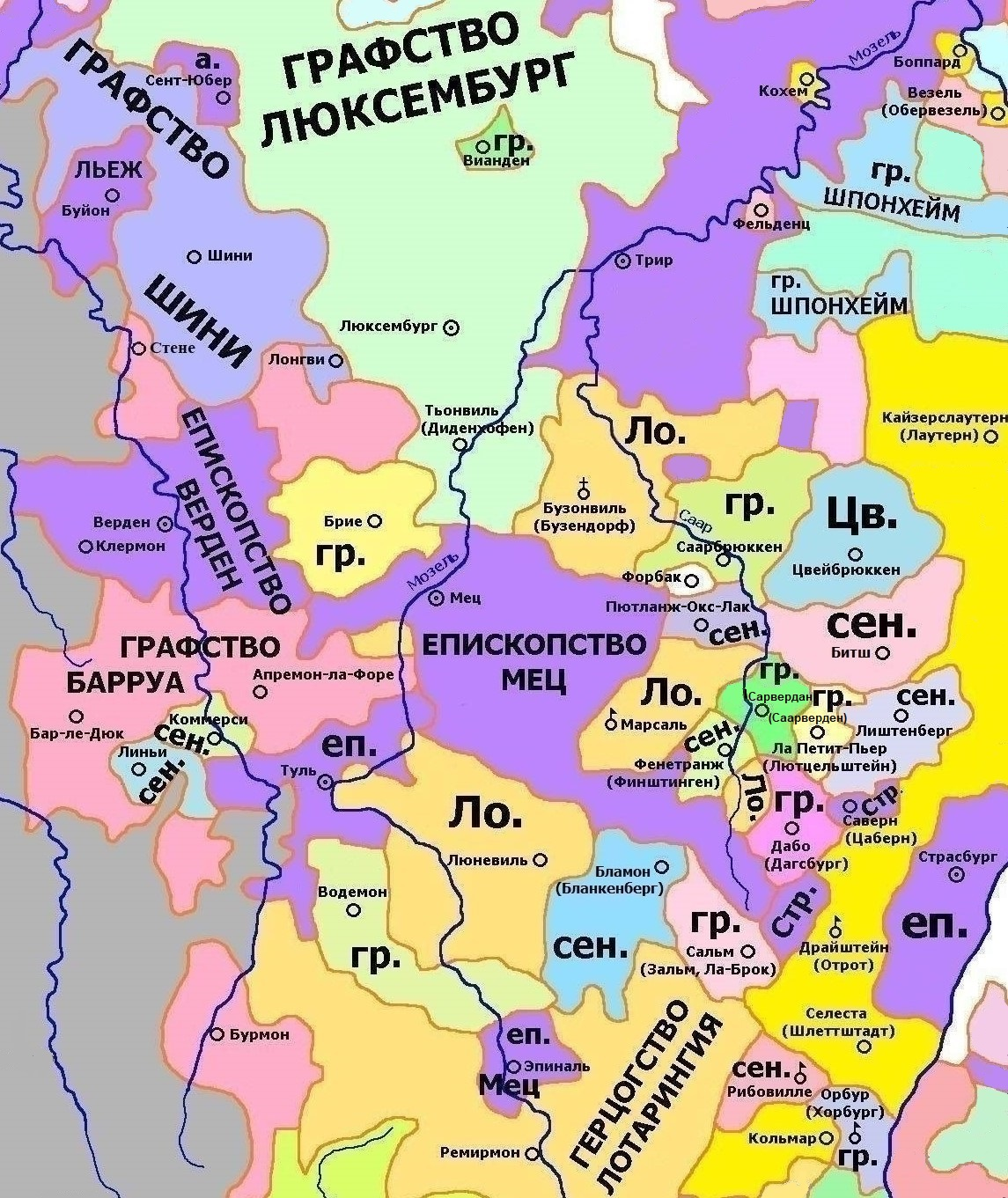
Графство Шини

Графство Шини (Comté de Chiny) — средневековое княжество на территории современной Бельгии (провинция Люксембург) и северо-западной части французского департамента Мёз. Существовало с X века по 1364 год.
Основателем считается Оттон де Вар (Otton de Warcq) (950/55-986/87) — граф Ивуа, вероятно — сын графа Вермандуа Альберта Благочестивого. Его сын Луи принял титул графа Шини.
В 1364 году Арнуль де Рюминьи продал графство Шини герцогу Люксембурга Венцеславу.
Список правителей.
Династия Шини:
- Оттон де Вар (950/55-986/87)
- Луи I (убит в 1025), сын
- Луи II, сын
- Арнуль I (ум. 1106), сын
- Оттон II (ум. после 1131), сын
- Альберт I (ум. до 1162), сын
- Луи III (ум. 1189), сын
- Луи IV Молодой (ум. 1226), сын
- Жанна (1205—1271), дочь, жена графа Лоона Арнуля IV (1210—1273).

Лоонская династия:

Герб графов Шини и Лоона

- Герб графов Шини и ЛоонаАрнуль II (1210—1273), муж Жанны, граф Шини и Лоона (Арнуль IV)
- Луи V (1235—1299), второй сын
- Арнуль III (1260—1323), племянник Луи V, граф Шини и Лоона (Арнуль V). В 1313 г. уступил Шини сыну.
- Луи VI (ум. 1336), граф Шини и Лоона (Луи IV), сын. Умер бездетным.

Династия Хайнсберг:

Герб графов Шини и Лоона, сеньоров Хайнсберга

- Тьерри де Хайнсберг (ум. 1361), граф Лоона и Шини, племянник Луи VI, сын Годфруа де Хайнсберга и Матильды де Лооз. В 1340 году продал чешскому королю Иоанну Слепому (графу Люксембурга) города Ивуа, Виртон и Ла Ферте.
- Годфруа де Хайнсберг (1325—1395), племянник. В 1362 г. продал графство Шини Арнулю де Рюминьи.

Династия Рюминьи:
- Арнуль IV де Рюминьи, в 1364 году продал графство Шини герцогу Люксембурга Венцеславу.